# Nguyễn Phúc Phúc Huy
Nguyễn Phúc Phúc Huy (chữ Hán: 阮福福徽; 1846 – 1870), phong hiệu Thuận Mỹ Công chúa (順美公主), là một công chúa con vua Thiệu Trị nhà Nguyễn trong lịch sử Việt Nam.

## Tiểu sử
Công chúa Phúc Huy sinh năm Bính Ngọ (1846), là con gái thứ 34 của vua Thiệu Trị, mẹ là Ngũ giai Thuận tần Hoàng Thị Dĩnh. Công chúa là em cùng mẹ với Tự Tân Công chúa Lương Huy, hoàng tử Hồng Từ (chết yểu) và Tuy Lộc Công chúa Đoan Lương.
Năm Tự Đức thứ 11 (1861), vua anh gả công chúa Phúc Huy cho Phò mã Đô úy Nguyễn Đình Tiếp, người Quảng Điền, Thừa Thiên, lúc đó đang là Án sát của Bình Thuận. Phò mã Tiếp là con của Thượng thư Trí sĩ Nguyễn Đình Tân. Thượng thư Đình Tân do có liên quan đến loạn Chày Vôi mà bị cách chức, về sau được khai phục chức Hồng lô tự khanh.
Sử cũ ghi lại, hoàng nữ Phúc Huy còn bé mà đoan trang trinh tĩnh, sau khi lấy chồng lại biết giữ đạo làm vợ, không ỷ mình quyền thế.
Năm Kỷ Tỵ (1869), Tự Đức thứ 22, vua phong cho bà Phúc Huy làm Thuận Mỹ Công chúa (順美公主). Năm sau đó (1870), công chúa mất khi mới 25 tuổi, được ban thụy là Trinh Uyển (貞婉).
Năm 1884, phò mã Tiếp mất. Công chúa và phò mã có với nhau hai con trai và một con gái.